# Конрад Брункман
Конрад Брункман (швед. Conrad Brunkman, 20 січня 1887 — 27 травня 1925) — шведський академічний веслувальник.
Срібний призер Олімпійських Ігор 1912 року в складі розпашної четвірки зі стерновим з внутрішніми кочетами.